# Neomaso pollicatus
Neomaso pollicatus là một loài nhện trong họ Linyphiidae.
Loài này thuộc chi Neomaso. Neomaso pollicatus được Albert Tullgren miêu tả năm 1901.